# Leonel Kaz
Leonel Kaz é um jornalista, curador e editor da UQ Editions, que realiza livros de artistas. No conjunto, editou ou foi co-autor de 50 obras editoriais sobre arte, literatura e história do Brasil.  
Em 2020, foi curador da exposição "Que Mestre é Esse?" no CRAB/ Centro Brasileiro do Artesanato, no Rio; em 2019, foi curador das exposições "Riscos e Rabiscos/ Lendo a Cidade" e "Deu Liga", ambas no Santander Cultural/SP.
Ainda como curador fez o projeto do Museu do Futebol e a concepção curatorial do Museu do Amanhã e do Museu de Arte do Rio. Realizou a curadoria de diversas exposições – algumas das mais visitadas do país – como Vik Muniz no MAM/Rio e MASP/SP; Arte e Ousadia/ O Brasil na Coleção Sattamini no MASP/SP;  O Colecionador/ Arte Brasileira e Internacional na Coleção Boghici, no MAR/ Rio– de todas tendo editado livros. Foi curador e organizador, entre outras, das exposições, da exposição Cap sur Rio, no Museu Olímpico em Lausanne, e curador da exposição Festa Brasileira: Fantasia Feita à Mão no CRAB/ Sebrae, Rio.

## Formação e outras atividades
Formado em direito, é profundo conhecedor da administração pública: foi Secretário de Cultura e Esportes do Estado do Rio, Subsecretário de Estado do Meio Ambiente e Presidente da Fundação de Artes do Rio de Janeiro. Realizou, como Secretário, as Vilas Olímpicas da Baixada Fluminense (com o Ministro Pelé) e o prédio-anexo do Theatro Municipal do Rio. Braço-direito de Darcy Ribeiro, atuou nos diversos projetos educacionais.
Na área jornalística foi diretor editorial adjunto da Editora Abril. Em O GLOBO foi editor do Segundo Caderno. Foi comentarista do programa Starte da GloboNews.
Na área acadêmica foi professor de Cultura Brasileira na PUC/Rio, diretor de cursos na Casa do Saber e coordenador do Projeto Portinari.

## Campo Editorial
No campo editorial foi editor e co-autor de 50 obras publicadas por Aprazível Edições e, antes, por Edições Alumbramento, entre as quais as Fotobiografias de Mário de Andrade, Manuel Bandeira, Carlos Drummond de Andrade, Villa-Lobos e Jorge Amado. Ainda em Alumbramento publicou seis obras sobre os ecossistemas brasileiros, incluindo Amazônia Flora e Fauna e a Expedição Langsdorff ao Brasil. É autor da introdução ao livro MUSEUS DE ARTE DO BRASIL, Editora Atlântica.